# Blindskak
Blindskak ( ikke at forveksle med blindeskak ) er skak, hvor man ikke kan se ( eller på anden måde sanse ) brikkernes position på brættet. I nogle tilfælde tillades det, at man ser på et tomt skakbræt.  Man bruger skaknotation til at angive sine træk. 
Blindskak kan både bruges til opvisning og til at træne en skakspillers analytiske sans. Det er blevet diskuteret, om blindskak kan være skadeligt – f.eks. var det fra 1930 forbudt at give simultanopvisninger i blindskak i Sovjetunionen – men det er snarere et spørgsmål om ens øvrige livsstil.

## Tidlige specialister
En af de første europæiske skakmestre til at demonstrere sine færdigheder i blindskak var franskmanden Philidor, som spillede op til tre partier simultant.
Skak-legenden Paul Morphy afholdt under et besøg i Paris i 1858 en blindsimultanmatch mod otte af byens stærkeste spillere og præsterede seks gevinster og to remiser. Andre specialister i det 19. århundrede var Louis Paulsen, Joseph Henry Blackburne og Wilhelm Steinitz.

## Rekorder i det 20. århundrede
I 1900 satte Harry Nelson Pillsbury ny rekord for antallet af simultane blindskakpartier med 20. I 1925 satte verdensmesteren Alexander Aljechin ny rekord med 28 partier, mens tjekkiske Richard Réti forbedrede denne rekord til 29 ved en forestilling i São Paulo, Brasilien. 
Da Miguel Najdorf strandede i Argentina efter skakolympiaden i Buenos Aires i 1939 pga. 2. verdenskrigs udbrud havde han problemer med at kontakte sin familie for at fortælle, at han var i live. Derfor afholdt han i 1943 en blindskakmatch, hvor han spillede mod 40 på en gang (med 36 sejre, en remis og tre tab), så han kunne få omtale i medierne. I 1947 i São Paulo forbedrede han denne rekord til 45 med 39 gevinster, fire remis og to tab . Det tog ham 23 timer at gennemføre denne forestilling.
Den seneste rekord er sat af ungarske Janos Flesch i Budapest i 1960, hvor han spillede mod 52 spillere, men den regnes normalt ikke med, da han kunne få oplyst trækrækkefølgen undervejs i partierne.
En anden rekord er sat af den belgiske/amerikanske blindskakspecialist George Koltanowski som i 1960 i San Francisco spillede 56 blindskakpartier i træk med 10 sekunders betækning pr. træk med 50 sejre og seks nederlag.

## Moderne blindskak
Der afholdes jævnligt blindskakturneringer. Det mest prestigefyldte arrangement, hvor der spilles blindskak, er Amber turneringen, som er blevet afholdt i Monte Carlo hvert år siden 1992. I turneringen konkurrerer nogle af verdens stærkeste skakspillere på blind- og hurtigskak. Her har bl.a. Anatolij Karpov, Vladimir Kramnik, Viswanathan Anand, Alexej Sjirov og Alexander Morozevitsj vundet.